# Лондон убиває мене
«Лондон вбиває мене» (англ. London Kills Me) — англійський фільм 1991 року.

## Сюжет
Двадцятирічний хлопець відчайдушно хоче вирватися зі світу лондонських наркоманів, влаштувавшись офіціантом в нормальний ресторан. Але для цього він повинен прийти в пристойних туфлях, якими за час своїх бездомних поневірянь так і не обзавівся. Так пара взуття перетворюється на символ його прагнення порвати з тими, хто, подібно йому, потрапив в трагічну залежність від наркотиків і розпусти.

## У ролях
- Джастін Чедвік — Клінт Іствуд
- Стівен Макінтош — Muffdiver
- Емер Маккорт — Сільві
- Рошан Сет — доктор Бубба
- Фіона Шоу — Хедлі
- Бред Дуріф — Хемінгуей менеджер ресторану
- Тоні Хейгарт — Бернс
- Стівен Римкус — Том Том
- Елінор Девід — Лілі
- Алан Армстронг — Джон Стоун
- Нік Даннінг — Фолкнер
- Невін Ендрюс — Байкі
- Гаррі Купер — містер Джі
- Джозеф Алессі — поліцейський
- Девід Хаунслоу — поліцейський
- Бен Піл — ді-джей
- Денні Джон-Джулс — чорний чоловік
- Олівер Кестер — чорний бандит
- Подж Біен — білий бандит
- Йемі Аджибаде — бродяга
- Ентоні Кейрнс — Бузі Бі
- Роуена Кінг — Мелані